# Tombe de Victor Noir
La tombe de Victor Noir est une tombe du cimetière du Père-Lachaise, à Paris, dans laquelle est transférée en 1891 la dépouille de Victor Noir, journaliste tué en 1870 par Pierre-Napoléon Bonaparte. Pour orner cette nouvelle tombe, un gisant en bronze est sculpté en 1890 par Jules Dalou, ardent défenseur de la République, Noir étant devenu un symbole républicain en raison de la parenté de son meurtrier avec l'empereur Napoléon III. Cette sculpture est l'objet d'une tradition consistant à en toucher certaines parties.

## Localisation
La tombe est située au cimetière du Père-Lachaise, dans le 20e arrondissement de Paris. Elle est sise dans la 92e division, en bordure de l'avenue transversale no 2.

## Historique
Tué par Pierre-Napoléon Bonaparte le 10 janvier 1870, Victor Noir est inhumé le 12 janvier au cimetière ancien de Neuilly-sur-Seine.
Ce meurtre étant commis par un cousin de l'empereur Napoléon III, il suscite une forte indignation populaire et renforce l'hostilité envers le Second Empire, si bien que Noir devient un symbole républicain.

Mort et funérailles de Victor Noir (janvier 1870)
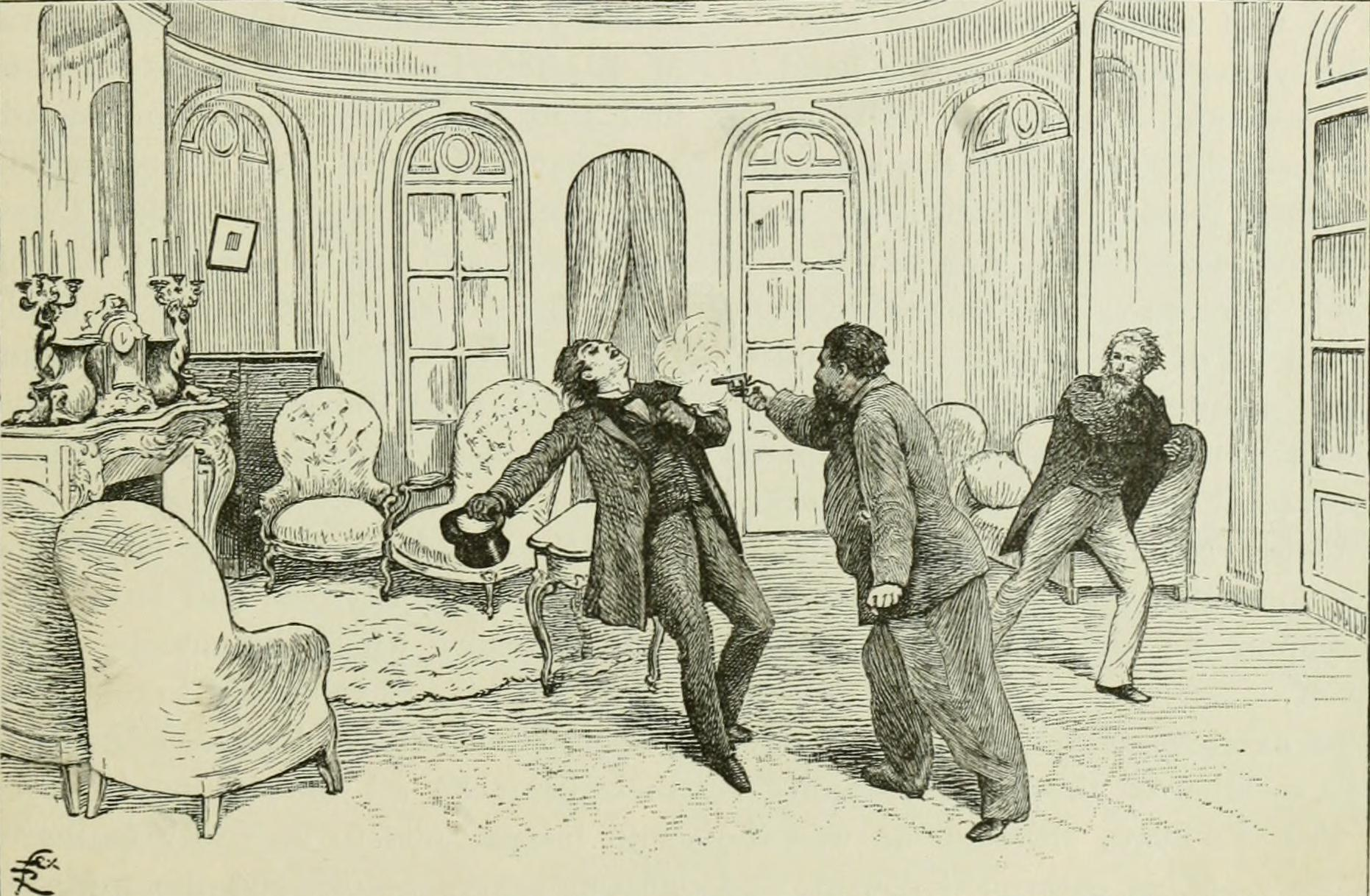
Meurtre par le prince Bonaparte.
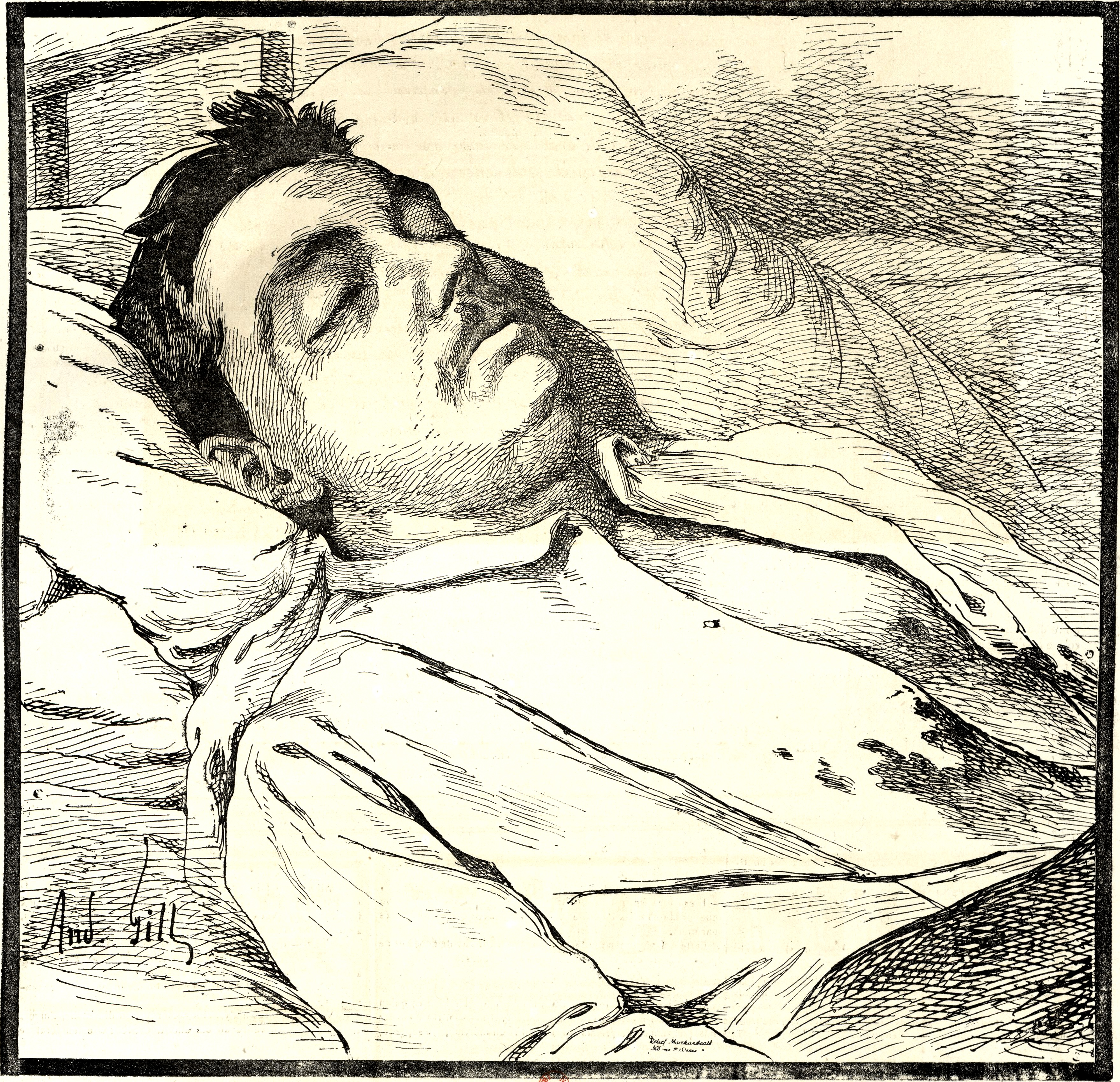
Sur son lit de mort par Gill.
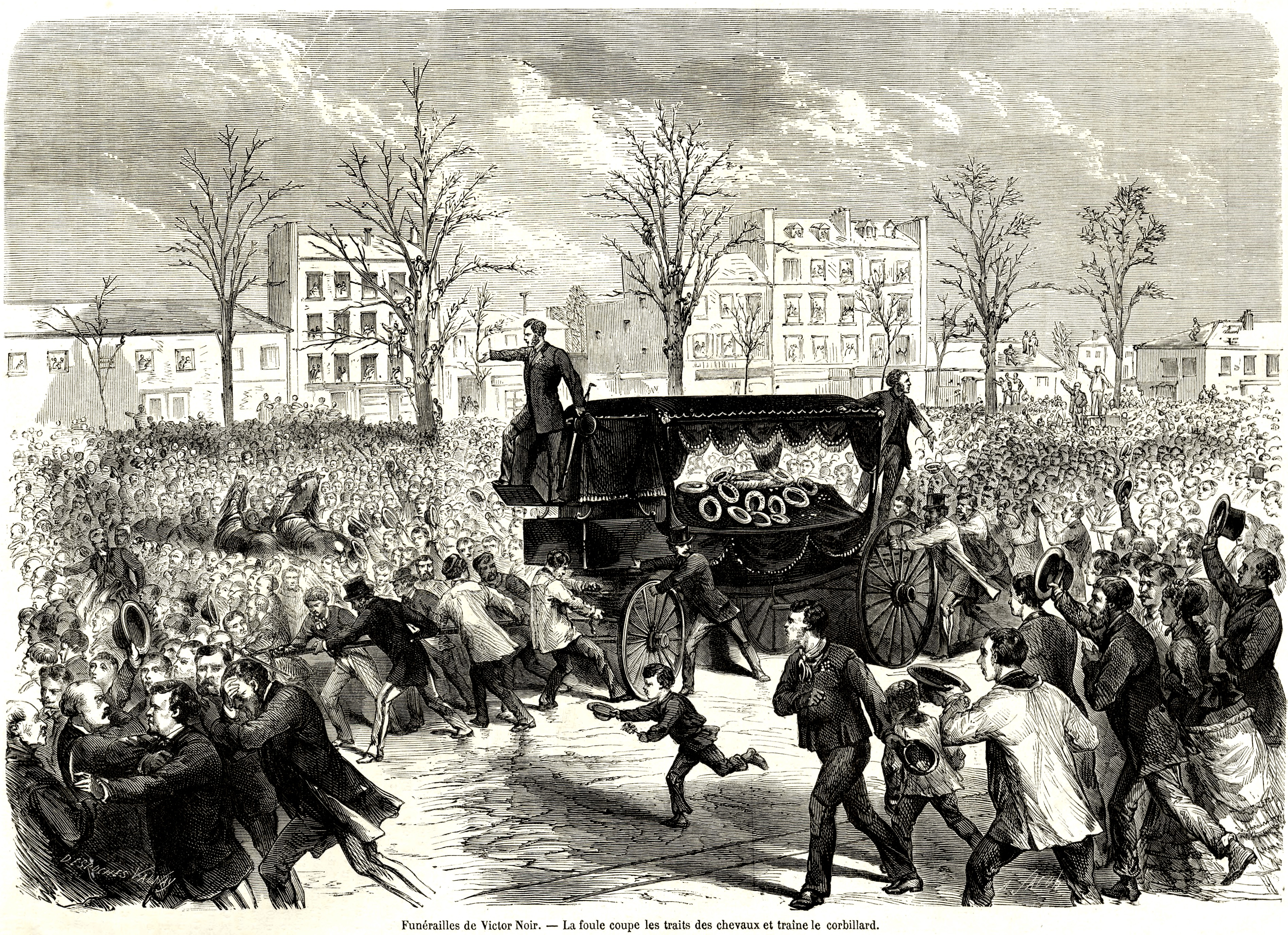
Cortège funèbre.
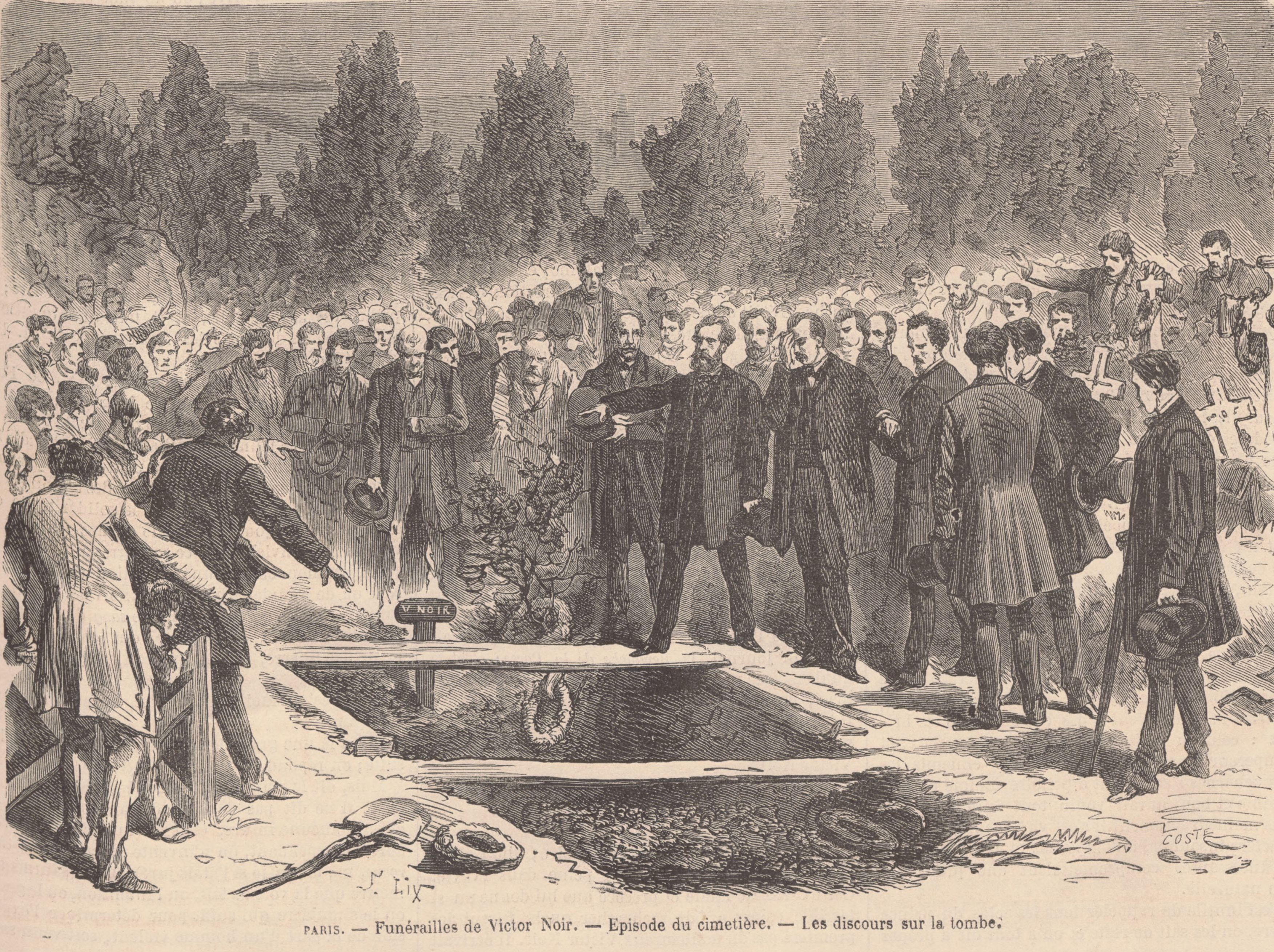
Première inhumation au cimetière de Neuilly.

Sa tombe au cimetière de Neuilly n'étant plus entretenue et sur le point d'être détruite, le conseil municipal de Paris lui accorde le 16 mars 1891 une concession au cimetière du Père-Lachaise. Sa dépouille y est transférée le 25 mai 1891.
Le sculpteur Jules Dalou, ardent défenseur de la République, réalise son gisant. Il travaille gracieusement,. Le modèle en plâtre est exposé au Salon des artistes français de 1890 (no 1255),, et le bronze est inauguré au Père-Lachaise le 15 juillet 1891.

Images historiques du gisant.
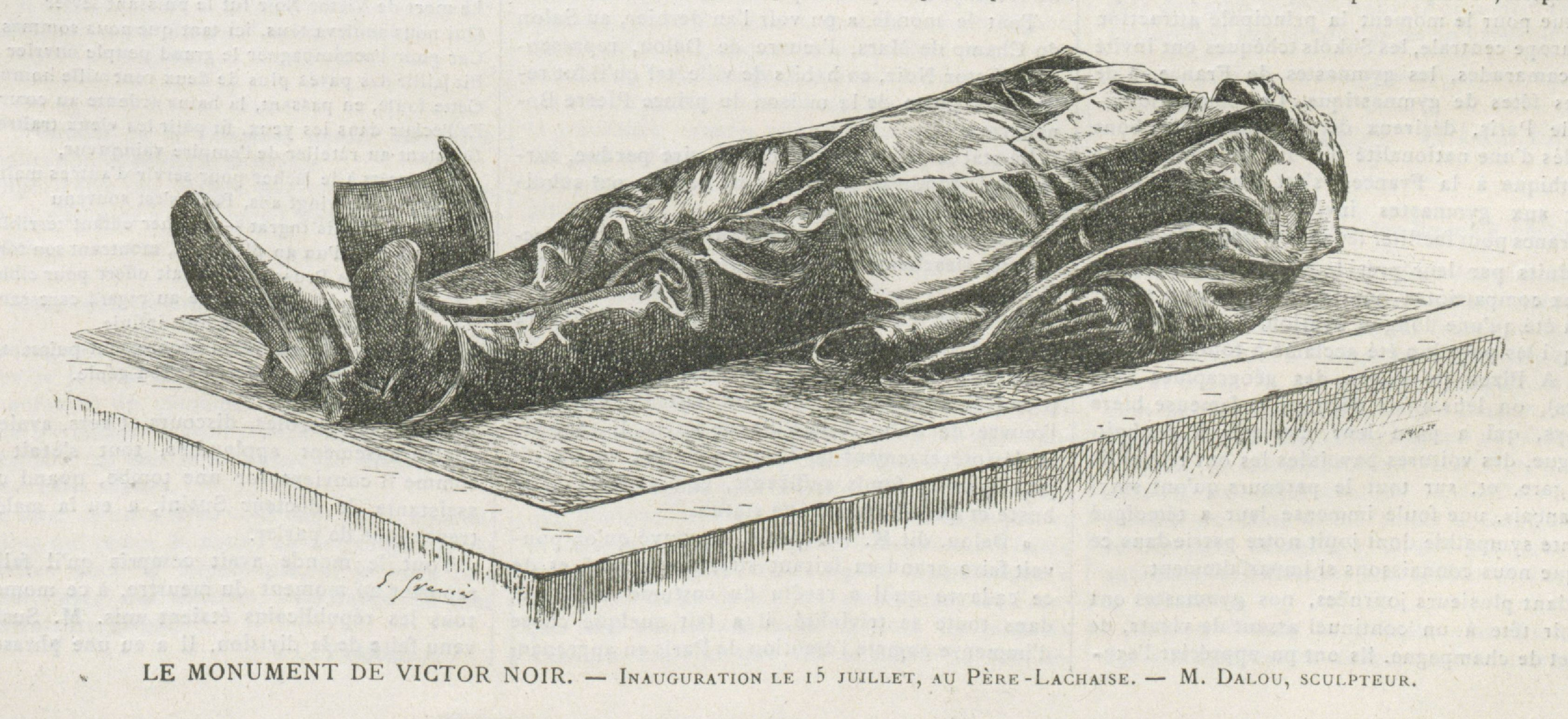
Le gisant lors de son inauguration dans Le Journal de la Marne du 26 juillet 1891.
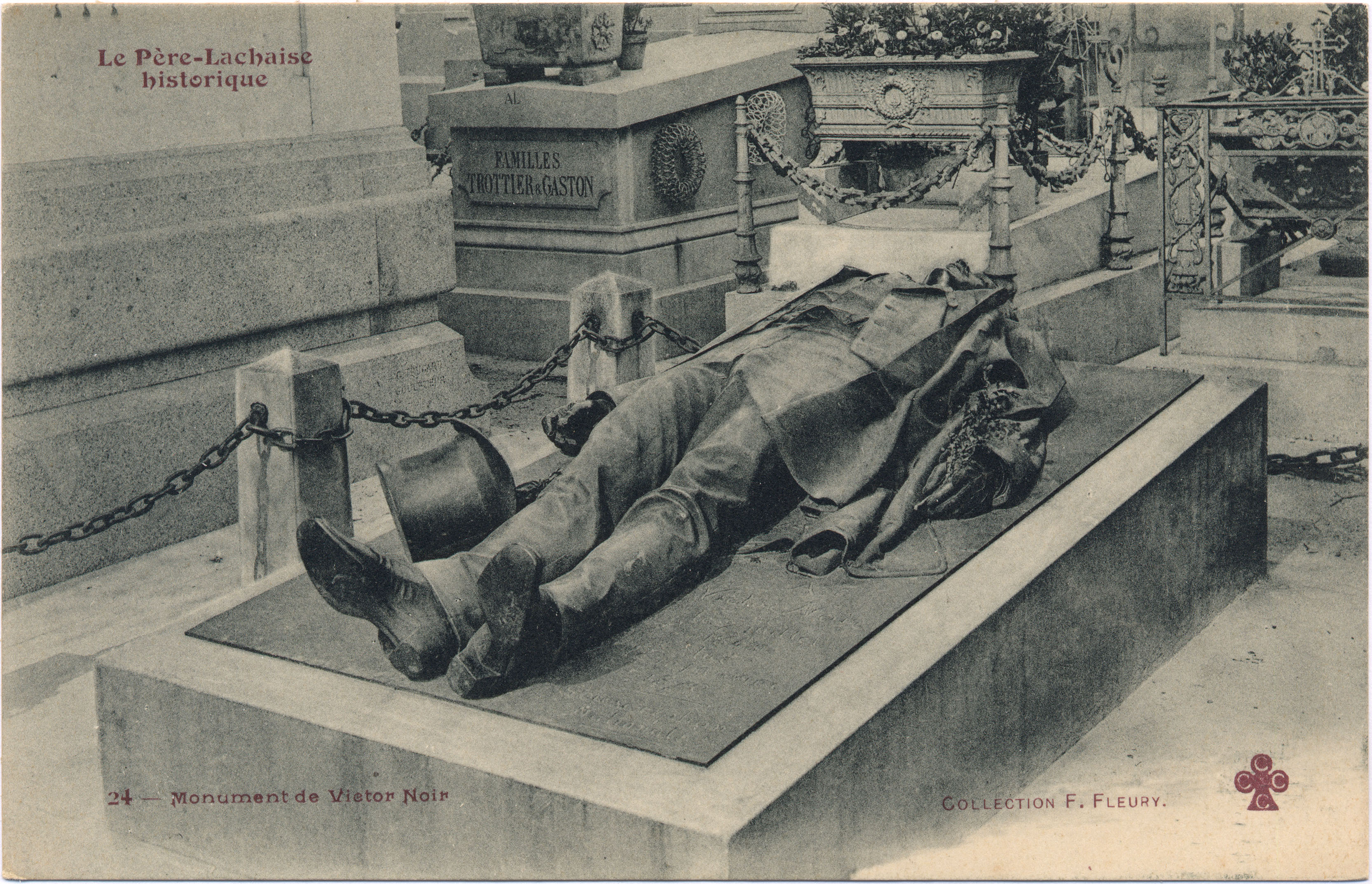
Le gisant dans la série Le Père-Lachaise historique de Fernand Fleury, vers 1900.
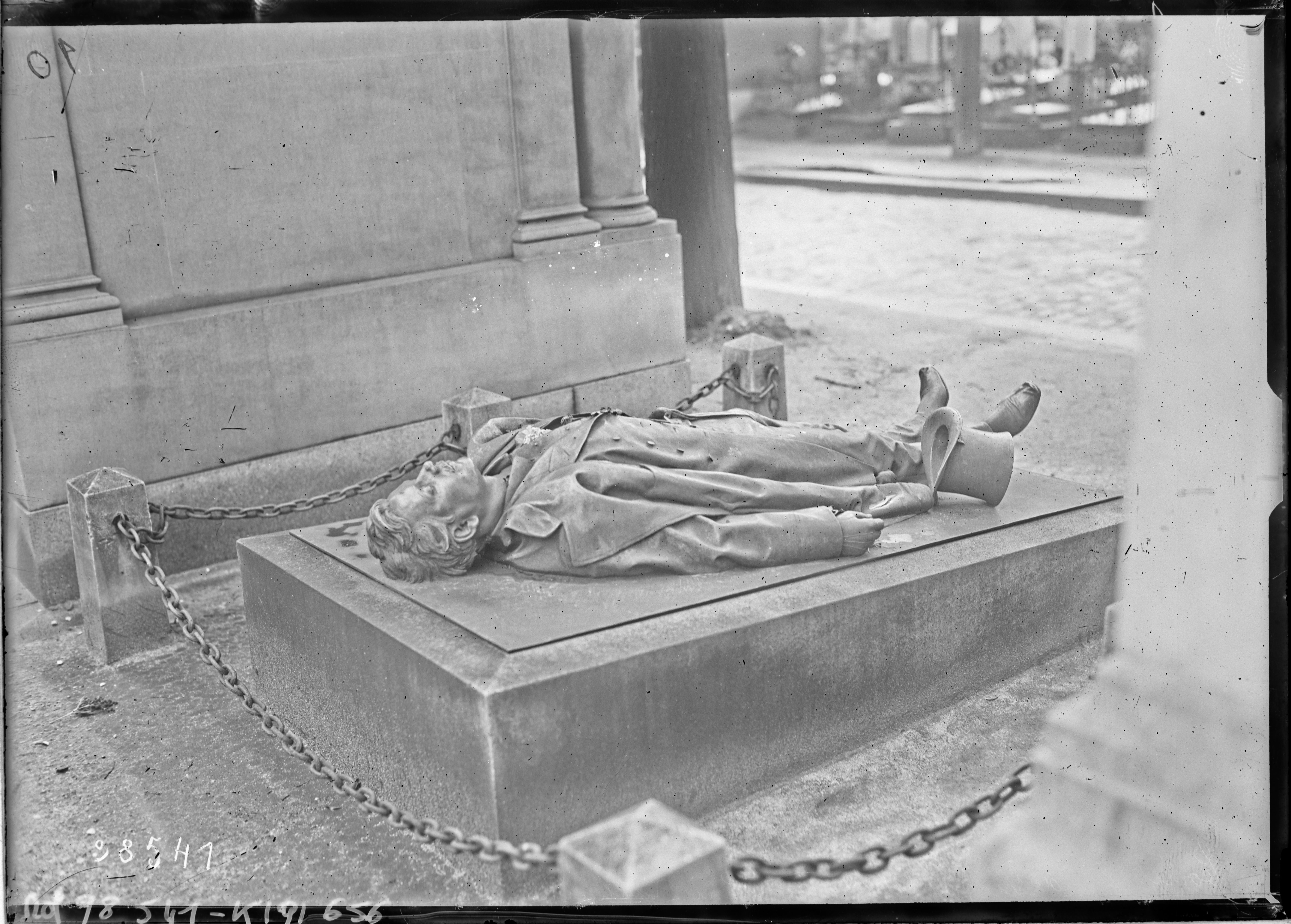
Le gisant par l'agence Rol, en 1925.

## Description
Le gisant, en bronze, est une représentation grandeur nature de Victor Noir dans l'état où il aurait été trouvé après le coup de feu. L'œuvre est conçue dans un réalisme dénué de tout ornement, caractéristique exceptionnelle parmi les œuvres monumentales de Dalou. La bouche est entrouverte et les mains gantées, les vêtements dégrafés, le chapeau a roulé. Suivant la technique courante à l'époque, Dalou modèle d'abord la figure nue avant de l'habiller, sculptant de manière saillante le sexe de son modèle moulé sous le pantalon.
Sur la dalle à côté du personnage, à droite de ses pieds, est inscrit « À / Victor Noir / né / le 27 juillet / 1848 / tué / le 10 janvier / 1870 / Souscription / nationale », et dans le coin inférieur gauche se trouve la signature « Dalou / 1890 »,.
L'ensemble mesure 1,90 mètre de long, Noir étant de grande taille de son vivant.

Inscriptions sur la dalle.
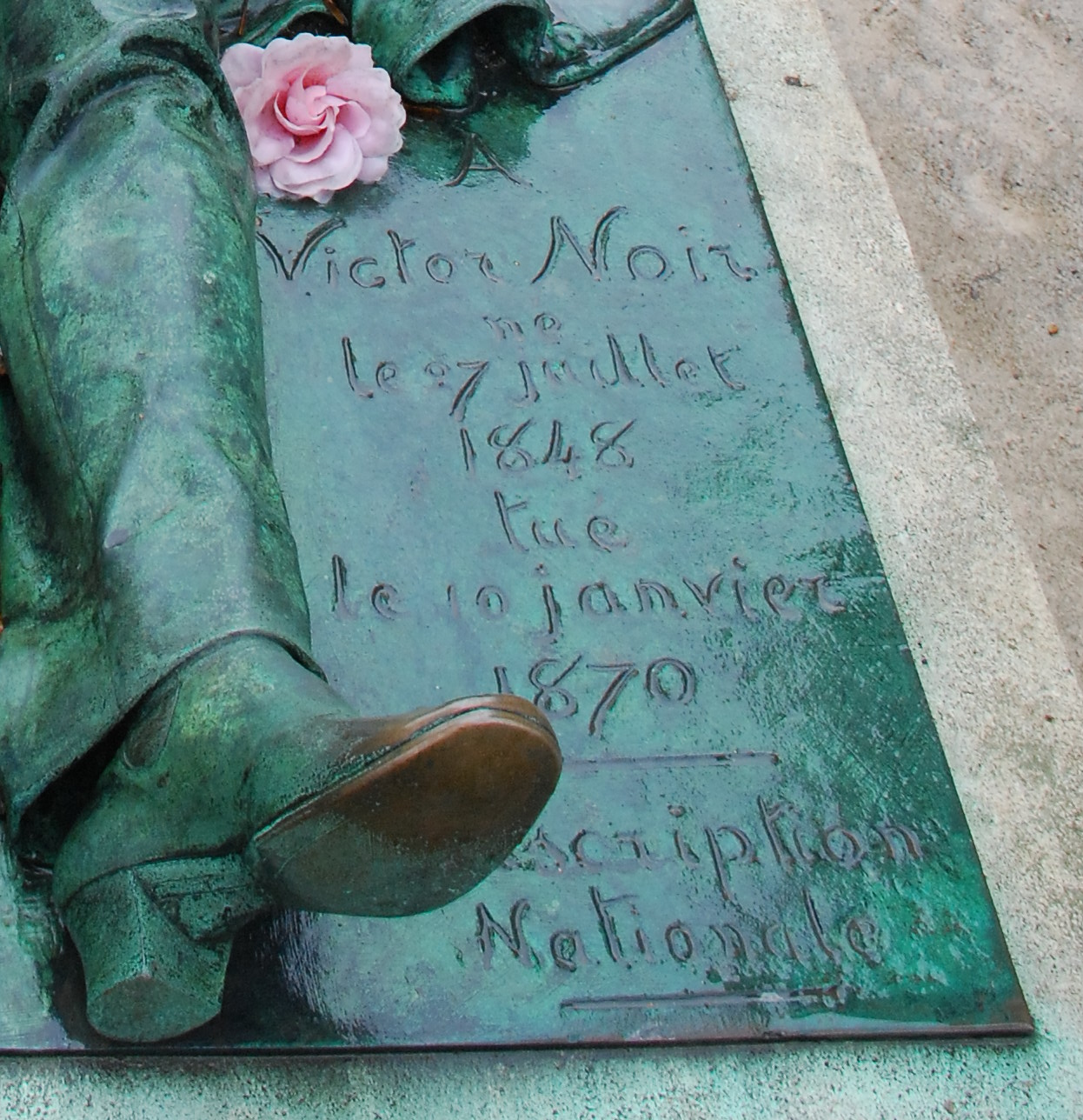
Coin inférieur droit : nom, dates de naissance et de mort, souscription.
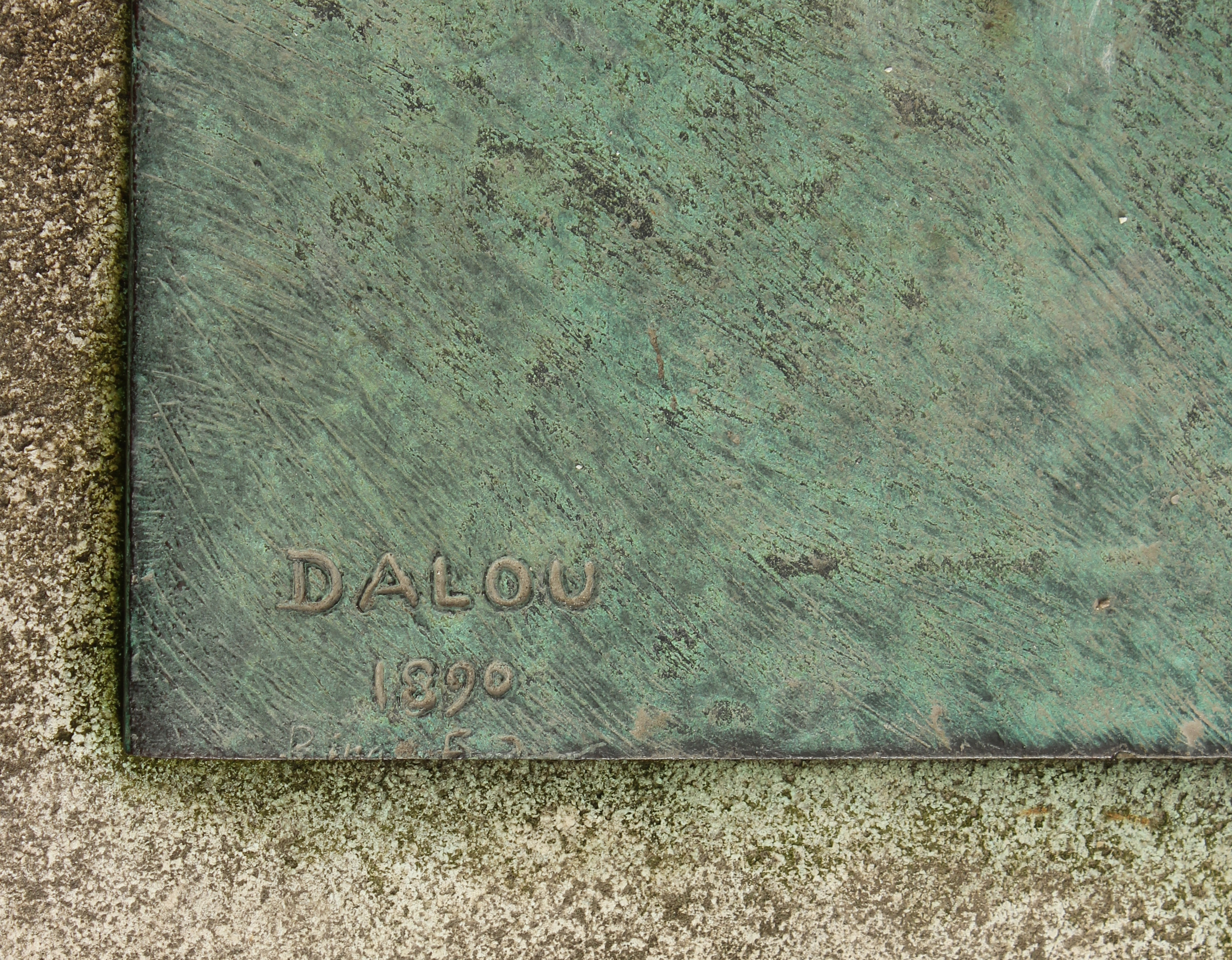
Coin inférieur gauche : signature de Dalou et date du monument.

## Superstition
Le réalisme anatomique du gisant entraîne des personnes superstitieuses à le toucher depuis des années, provoquant une oxydation de la patine et une érosion du bronze. Ainsi, dans son ouvrage de 1935 consacré à Dalou, Henriette Caillaux notait déjà cette dégradation.
Les parties particulièrement touchées sont le relief du visage, l'impact de balle, la bosse du pénis sous le pantalon et les chaussures. Un folklore veut en effet que les femmes en mal d'enfants touchent le gisant, voire le chevauchent, afin d'être rendues fertiles. C'est surtout par cette tradition, toujours en vogue, qu'est connue la sépulture de Victor Noir,.

Aspect du bronze en 2011 et 2012.
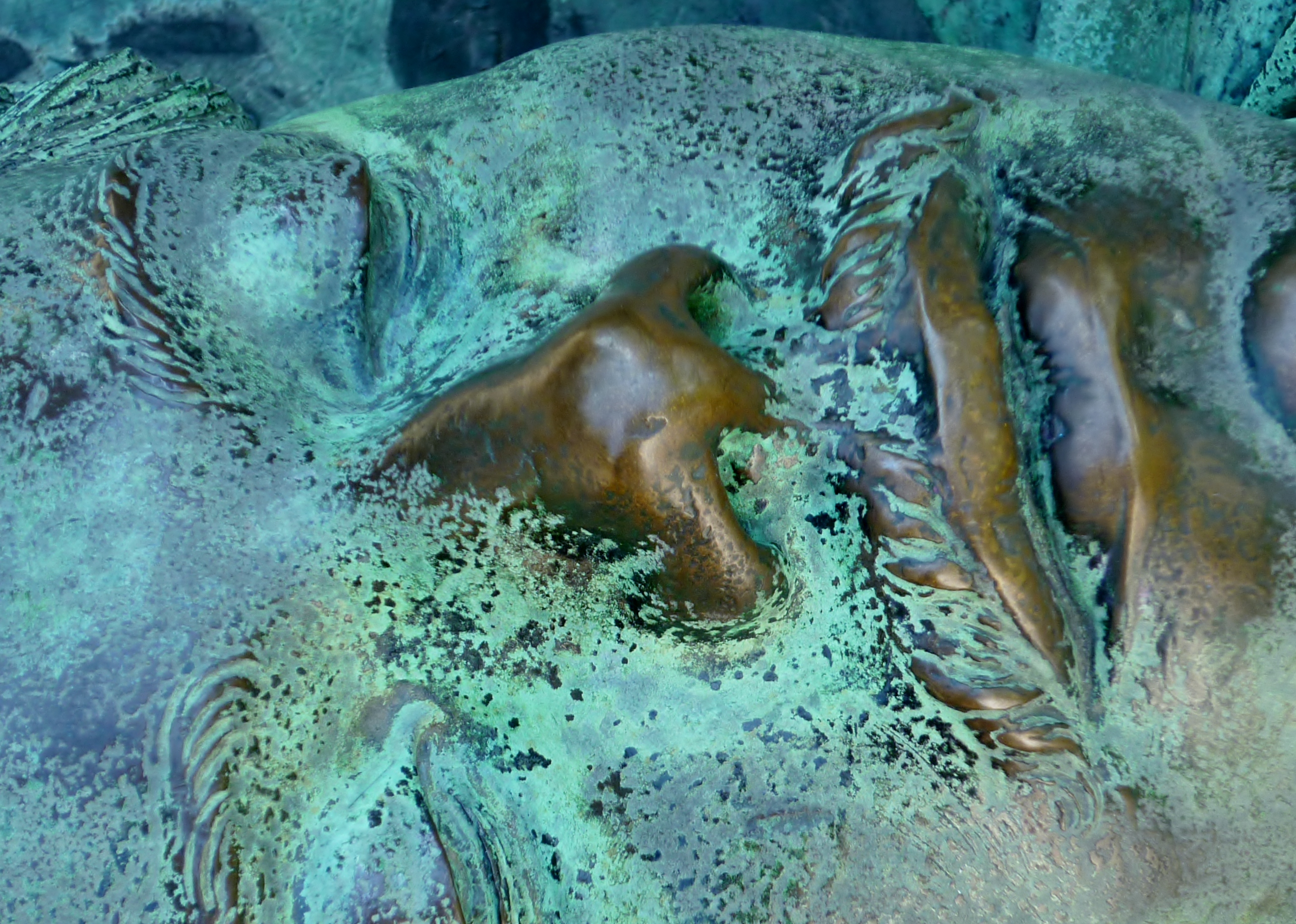
Visage.
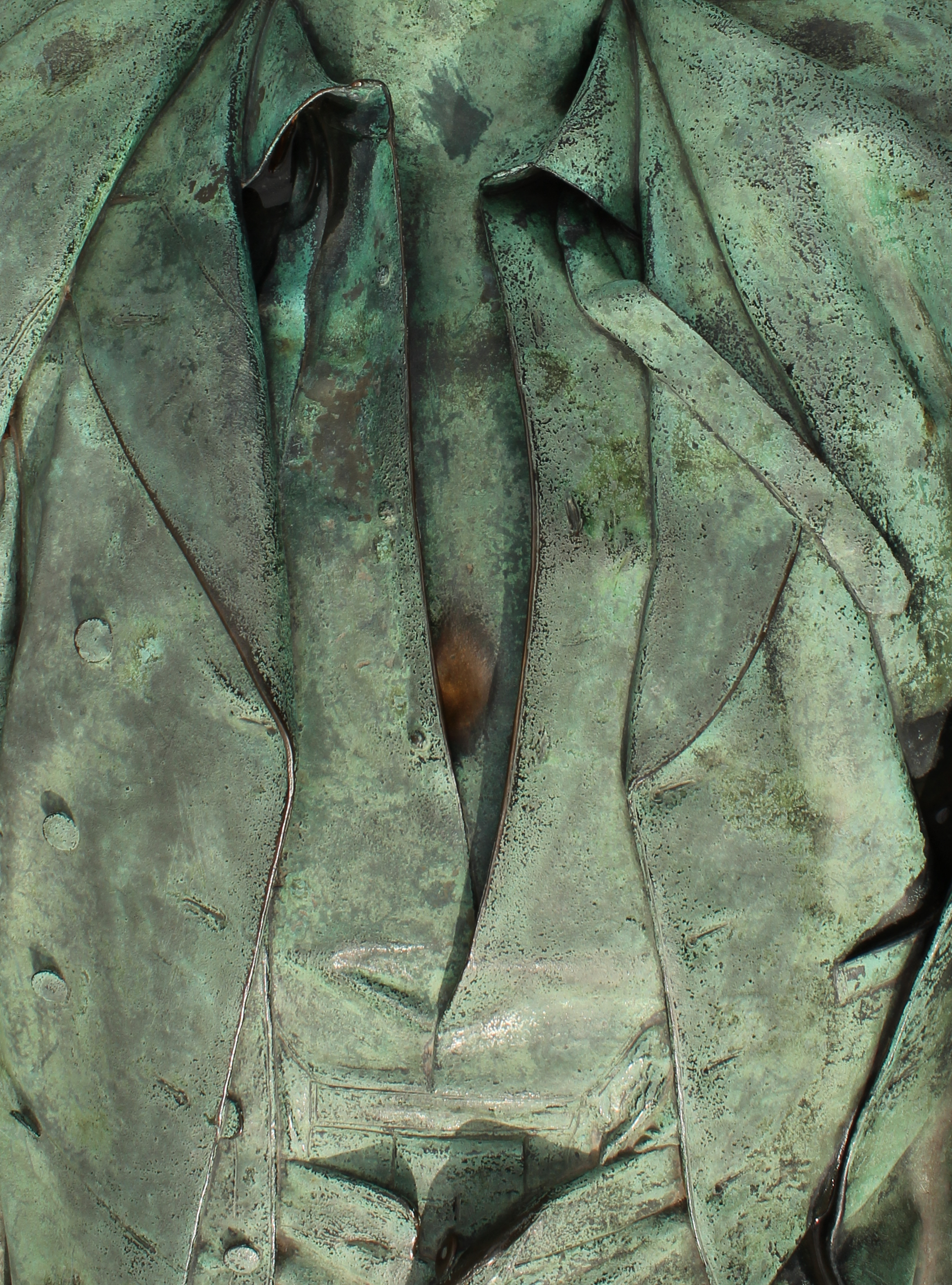
Impact de balle.
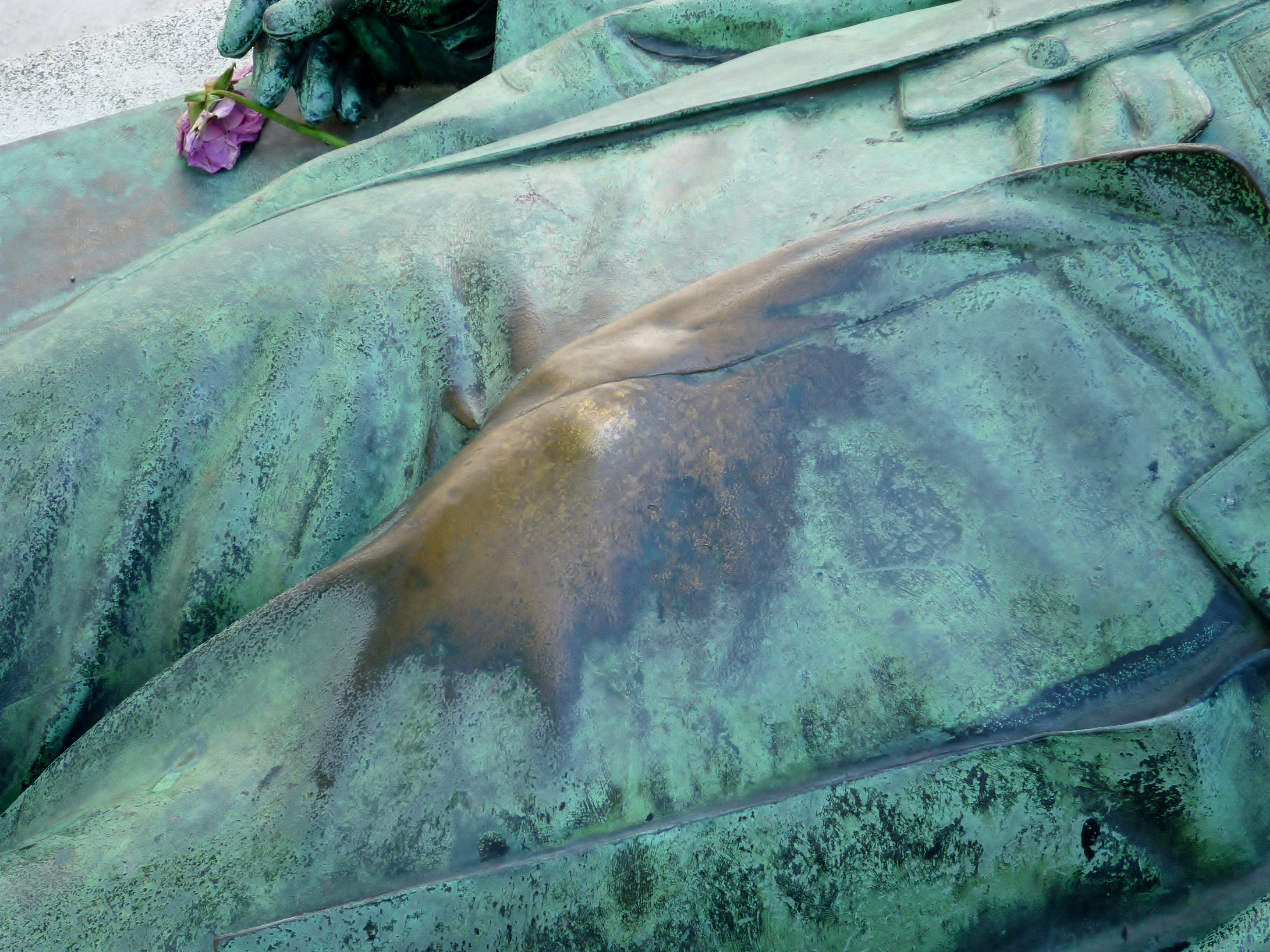
Pénis sous le pantalon.
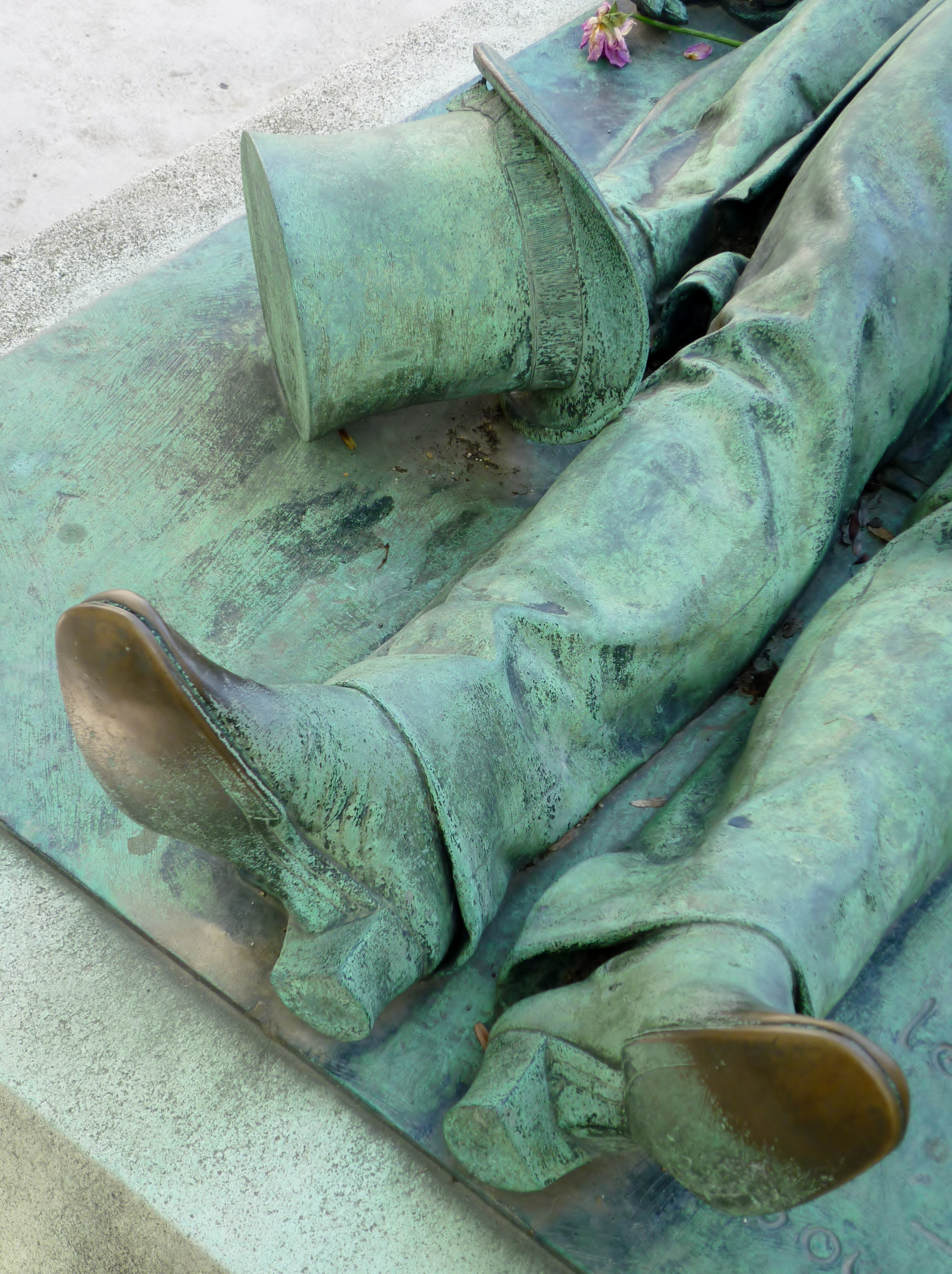
Chaussures.

### Sources centrées sur le gisant
- Michael Orwicz, « La tombe de Victor Noir », dans Catherine Healey (dir.), Karen Bowie (dir.) et Agnès Bos (dir.), Le Père-Lachaise, Paris, Action artistique de la Ville de Paris, coll. « Paris et son patrimoine », 1998, 219 p. (ISBN 2-913246-00-1), p. 136–137.
- Michel Dansel, « Victor Noir », dans Les lieux de culte au cimetière du Père-Lachaise, Paris, G. Trédaniel, 1999, 275 p. (ISBN 2-84445-057-1), p. 172–186.
- Marina Emelyanova-Griva, « La tombe de Victor Noir au cimetière du Père-Lachaise », Archives de sciences sociales des religions, no 149,‎ janvier-mars 2010, p. 89–108 (DOI 10.4000/assr.21870, JSTOR 40930252, lire en ligne , consulté le 16 mars 2022).
- (en) Caterina Y. Pierre, « The pleasure and piety of touch in Aimé-Jules Dalou's Tomb of Victor Noir », Sculpture Journal, Londres, vol. 19, no 2,‎ 2010, p. 173–185 (DOI 10.3828/sj.2010.13).
- Bertrand Munier, Victor Noir et son gisant turgescent : Martyr du Second Empire et héros malgré lui, Strasbourg, Éditions du Signe, 2019, 151 p. (ISBN 978-2-7468-3790-4).

### Autres sources
- Antoinette Le Normand-Romain, « « En hommage aux opposants politiques » : Monument funéraire ou public ? », Revue de l'art, no 94,‎ 1991, p. 74–80 (DOI 10.3406/rvart.1991.404524).
- Gérard Laplantine, « Inscriptions lapidaires et traces de passages : Formation de langages et de rites », dans Nicole Belmont (dir.) et Françoise Lautman (dir.), Ethnologie des faits religieux en Europe (colloque national de la Société d'ethnologie française, 24 – 26 novembre 1988), Paris, CTHS, coll. « Le regard de l'ethnologue » (no 4), 1993, 540 p. (ISBN 2-7355-0264-3), p. 137–159, § « Le cas de la tombe de Victor Noir », p. 144 et suivantes.